# Daria Kinzer
Daria Kinzer (Aschaffenburg, Alemania Occidental, 29 de mayo de 1988) es una cantante croata representante de Croacia en Eurovisión 2011 en Düsseldorf. Kinzer ganó la selección nacional con su canción "Celebrate".
Actualmente estudia en Viena.